# Grand Prix Formule 1 van Maleisië 2015
De Grand Prix Formule 1 van Maleisië 2015 werd gehouden op 29 maart 2015 op het Sepang International Circuit. Het was de tweede race van het kampioenschap.

## Wedstrijdverslag

### Achtergrond

#### DRS-systeem
Voor het DRS-systeem werden, net zoals in 2014, twee detectiepunten gebruikt. Het eerste meetpunt lag tussen de bochten 12 en 13, waarna de achtervleugel na bocht 14 opengeklapt mocht worden. Het tweede meetpunt lag in bocht 15 en het DRS-systeem mocht gebruikt worden na deze bocht. Wanneer een coureur hier binnen een seconde achter een andere coureur reed, mocht hij zijn achtervleugel open zetten.

### Kwalificatie
De kwalificatie begon onder droge omstandigheden, maar tijdens Q2 begon het te regenen, wat ervoor zorgde dat Q3 met een half uur moest worden uitgesteld. Nadat de kwalificatie werd hervat, behaalde Mercedes-coureur Lewis Hamilton zijn tweede poleposition van het seizoen, voor de Ferrari van Sebastian Vettel. Nico Rosberg kwalificeerde de andere Mercedes als derde, voor het Red Bull-duo Daniel Ricciardo en Daniil Kvjat. Max Verstappen kwalificeerde zijn Toro Rosso op de zesde plaats voor zijn tweede Formule 1-race. Het Williams-duo Felipe Massa en Valtteri Bottas kwalificeerde zich respectievelijk als zevende en negende, met de Lotus van Romain Grosjean tussen hen in. De top 10 werd afgesloten door de Sauber van Marcus Ericsson, die zich voor het eerst in zijn carrière in de top 10 kwalificeerde.
Na afloop van de kwalificatie kreeg Grosjean twee startplaatsen straf op de grid, omdat hij bij aanvang van Q2 bij enkele coureurs voordrong bij het uitrijden van de pitstraat. Manor-coureur Roberto Merhi kwalificeerde zich niet binnen de 107%-tijd van Lewis Hamilton in Q1, terwijl zijn teamgenoot Will Stevens niet in actie kwam vanwege een probleem met zijn brandstofsysteem. Zij kregen van de stewards echter toestemming om de race te starten, aangezien zij tijdens de vrije training wel tijden reden die binnen 107% van de snelste tijd zaten. Het probleem van Stevens was voor de start van de race nog niet opgelost, waardoor hij niet in actie kwam.

### Race
De race werd gewonnen door Sebastian Vettel, die zijn eerste overwinning voor Ferrari behaalde. Voor Vettel was het de eerste overwinning sinds de Grand Prix van Brazilië 2013, terwijl Ferrari haar eerste overwinning sinds de Grand Prix van Spanje 2013 behaalde. De Mercedes-teamgenoten Lewis Hamilton en Nico Rosberg maakten het podium compleet. Kimi Räikkönen reed na een lekke band in de eerste ronde een knappe inhaalrace, en finishte als vierde. De Williams-coureurs Valtteri Bottas en Felipe Massa eindigden als vijfde en zesde, terwijl daarachter Max Verstappen in zijn Toro Rosso de jongste Formule 1-coureur ooit werd die punten scoorde door zijn teamgenoot Carlos Sainz jr. voor te blijven. De top 10 werd afgesloten door het Red Bull-duo Daniil Kvjat en Daniel Ricciardo.

## Vrije trainingen
- Er wordt enkel de top 5 weergegeven.

| Vrije training 1 | Pos | No | Coureur          | Constructeur       | Tijd     |
| ---------------- | --- | -- | ---------------- | ------------------ | -------- |
| Vrije training 1 | 1   | 6  | Nico Rosberg     | Mercedes           | 1:40.124 |
| Vrije training 1 | 2   | 7  | Kimi Räikkönen   | Ferrari            | 1:40.497 |
| Vrije training 1 | 3   | 5  | Sebastian Vettel | Ferrari            | 1:40.985 |
| Vrije training 1 | 4   | 8  | Romain Grosjean  | Lotus-Mercedes     | 1:41.543 |
| Vrije training 1 | 5   | 55 | Carlos Sainz jr. | Toro Rosso-Renault | 1:41.596 |
| Vrije training 2 | Pos | No | Coureur          | Constructeur       | Tijd     |
| Vrije training 2 | 1   | 44 | Lewis Hamilton   | Mercedes           | 1:39.790 |
| Vrije training 2 | 2   | 7  | Kimi Räikkönen   | Ferrari            | 1:40.163 |
| Vrije training 2 | 3   | 6  | Nico Rosberg     | Mercedes           | 1:40.218 |
| Vrije training 2 | 4   | 26 | Daniil Kvjat     | Red Bull-Renault   | 1:40.346 |
| Vrije training 2 | 5   | 77 | Valtteri Bottas  | Williams-Mercedes  | 1:40.450 |
| Vrije training 3 | Pos | No | Coureur          | Constructeur       | Tijd     |
| Vrije training 3 | 1   | 6  | Nico Rosberg     | Mercedes           | 1:39.690 |
| Vrije training 3 | 2   | 44 | Lewis Hamilton   | Mercedes           | 1:39.873 |
| Vrije training 3 | 3   | 7  | Kimi Räikkönen   | Ferrari            | 1:40.245 |
| Vrije training 3 | 4   | 5  | Sebastian Vettel | Ferrari            | 1:40.266 |
| Vrije training 3 | 5   | 19 | Felipe Massa     | Williams-Mercedes  | 1:40.391 |

Testcoureurs:
 Raffaele Marciello (Sauber-Ferrari, P13)

## Kwalificatie
| Pos                 | No | Coureur          | Constructeur         | Q1        | Q2       | Q3       | Grid |
| ------------------- | -- | ---------------- | -------------------- | --------- | -------- | -------- | ---- |
| 1                   | 44 | Lewis Hamilton   | Mercedes             | 1:39.269  | 1:41.517 | 1:49.834 | 1    |
| 2                   | 5  | Sebastian Vettel | Ferrari              | 1:39.814  | 1:39.632 | 1:49.908 | 2    |
| 3                   | 6  | Nico Rosberg     | Mercedes             | 1:39.374  | 1:39.377 | 1:50.299 | 3    |
| 4                   | 3  | Daniel Ricciardo | Red Bull-Renault     | 1:40.504  | 1:41.085 | 1:51.541 | 4    |
| 5                   | 26 | Daniil Kvjat     | Red Bull-Renault     | 1:40.546  | 1:41.665 | 1:51.951 | 5    |
| 6                   | 33 | Max Verstappen   | Toro Rosso-Renault   | 1:40.793  | 1:41.430 | 1:51.981 | 6    |
| 7                   | 19 | Felipe Massa     | Williams-Mercedes    | 1:40.543  | 1:41.230 | 1:52.473 | 7    |
| 8                   | 8  | Romain Grosjean  | Lotus-Mercedes       | 1:40.303  | 1:41.209 | 1:52.981 | 10   |
| 9                   | 77 | Valtteri Bottas  | Williams-Mercedes    | 1:40.249  | 1:40.650 | 1:53.179 | 8    |
| 10                  | 9  | Marcus Ericsson  | Sauber-Ferrari       | 1:40.340  | 1:41.748 | 1:53.261 | 9    |
| 11                  | 7  | Kimi Räikkönen   | Ferrari              | 1:40.415  | 1:42.173 |          | 11   |
| 12                  | 13 | Pastor Maldonado | Lotus-Mercedes       | 1:40.361  | 1:42.198 |          | 12   |
| 13                  | 27 | Nico Hülkenberg  | Force India-Mercedes | 1:40.830  | 1:43.023 |          | 13   |
| 14                  | 11 | Sergio Pérez     | Force India-Mercedes | 1:41.036  | 1:43.469 |          | 14   |
| 15                  | 55 | Carlos Sainz jr. | Toro Rosso-Renault   | 1:39.814  | 1:43.701 |          | 15   |
| 16                  | 12 | Felipe Nasr      | Sauber-Ferrari       | 1:41.308  |          |          | 16   |
| 17                  | 22 | Jenson Button    | McLaren-Honda        | 1:41.636  |          |          | 17   |
| 18                  | 14 | Fernando Alonso  | McLaren-Honda        | 1:41.746  |          |          | 18   |
| 107% tijd: 1:46.217 |    |                  |                      |           |          |          |      |
| 19                  | 98 | Roberto Merhi    | Manor-Ferrari        | 1:46.677  |          |          | 19   |
| 20                  | 28 | Will Stevens     | Manor-Ferrari        | geen tijd |          |          | 20   |

## Race
| Pos | No | Coureur          | Constructeur         | Rondes | Tijd/Oorzaak uitval | Grid | Punten |
| --- | -- | ---------------- | -------------------- | ------ | ------------------- | ---- | ------ |
| 1   | 5  | Sebastian Vettel | Ferrari              | 56     | 1:41:05.793         | 2    | 25     |
| 2   | 44 | Lewis Hamilton   | Mercedes             | 56     | +8.569              | 1    | 18     |
| 3   | 6  | Nico Rosberg     | Mercedes             | 56     | +12.310             | 3    | 15     |
| 4   | 7  | Kimi Räikkönen   | Ferrari              | 56     | +53.822             | 11   | 12     |
| 5   | 77 | Valtteri Bottas  | Williams-Mercedes    | 56     | +1:10.409           | 8    | 10     |
| 6   | 19 | Felipe Massa     | Williams-Mercedes    | 56     | +1:13.586           | 7    | 8      |
| 7   | 33 | Max Verstappen   | Toro Rosso-Renault   | 56     | +1:37.762           | 6    | 6      |
| 8   | 55 | Carlos Sainz jr. | Toro Rosso-Renault   | 55     | +1 ronde            | 15   | 4      |
| 9   | 26 | Daniil Kvjat     | Red Bull-Renault     | 55     | +1 ronde            | 5    | 2      |
| 10  | 3  | Daniel Ricciardo | Red Bull-Renault     | 55     | +1 ronde            | 4    | 1      |
| 11  | 8  | Romain Grosjean  | Lotus-Renault        | 55     | +1 ronde            | 10   |        |
| 12  | 12 | Felipe Nasr      | Sauber-Ferrari       | 55     | +1 ronde            | 16   |        |
| 13  | 11 | Sergio Pérez     | Force India-Mercedes | 55     | +1 ronde            | 14   |        |
| 14  | 27 | Nico Hülkenberg  | Force India-Mercedes | 55     | +1 ronde            | 13   |        |
| 15  | 98 | Roberto Merhi    | Marussia-Ferrari     | 53     | +3 ronden           | 19   |        |
| DNF | 13 | Pastor Maldonado | Lotus-Renault        | 47     | Remmen              | 12   |        |
| DNF | 22 | Jenson Button    | McLaren-Honda        | 41     | Turbo               | 17   |        |
| DNF | 14 | Fernando Alonso  | McLaren-Honda        | 21     | Motor               | 18   |        |
| DNF | 9  | Marcus Ericsson  | Sauber-Ferrari       | 3      | Spin                | 9    |        |
| DNS | 28 | Will Stevens     | Marussia-Ferrari     | 0      | Brandstofsysteem    | 20   |        |

## Tussenstanden na de Grand Prix

### Coureurs
| Positie | Nummer | Rijder           | Team              | Punten |
| ------- | ------ | ---------------- | ----------------- | ------ |
| 1       | 44     | Lewis Hamilton   | Mercedes          | 43     |
| 2       | 5      | Sebastian Vettel | Ferrari           | 40     |
| 3       | 6      | Nico Rosberg     | Mercedes          | 33     |
| 4       | 19     | Felipe Massa     | Williams-Mercedes | 20     |
| 5       | 7      | Kimi Räikkönen   | Ferrari           | 12     |

### Constructeurs
| Positie | Team               | Punten |
| ------- | ------------------ | ------ |
| 1       | Mercedes           | 76     |
| 2       | Ferrari            | 52     |
| 3       | Williams-Mercedes  | 30     |
| 4       | Sauber-Ferrari     | 14     |
| 5       | Toro Rosso-Renault | 12     |